# I. e. 264
Évszázadok: i. e. 4. század – i. e. 3. század – i. e. 2. század
Évtizedek: i. e. 310-es évek – i. e. 300-as évek – i. e. 290-es évek – i. e. 280-as évek – i. e. 270-es évek – i. e. 260-as évek – i. e. 250-es évek – i. e. 240-es évek – i. e. 230-as évek – i. e. 220-as évek – i. e. 210-es évek
Évek: i. e. 269 – i. e. 268 – i. e. 267 – i. e. 266 –  i. e. 265 – i. e. 264 – i. e. 263 – i. e. 262 – i. e. 261 – i. e. 260 – i. e. 259

## Események

### Görögország
- Sziküónban Abantidasz meggyilkolja a város vezetőjét, Kleiniaszt és kikiáltja magát türannosznak. Megöleti vagy száműzi Kleiniasz rokonait és barátait, de annak hétéves fia, Aratosz sikeresen elmenekül Argoszba.

### Itália
- Rómában Appius Claudius Caudexet és Marcus Fulvius Flaccust választják consulnak.
- Róma - hogy megakadályozza Karthágó uralmának kiterjedését - elfogadja a messzénéi mamertinusok segítségkérését és A. Claudius consul két légióval átkel Szicíliába; ez az első alkalom, hogy a római fegyveres erők elhagyják az Itáliai-félszigetet.
- A karthágói flotta nem akadályozza meg az átkelésüket és visszavonják a messzénéi helyőrségüket, de amikor a mamertinusok beengedik a rómaiakat, blokádot állítanak a város kikötője elé. Eközben a várost korábban ostromló szürakuszai hadsereg továbbra is Messzéné alatt áll és szövetséget kötnek a punokkal.
- A. Claudius kivonul a városból és a messzénéi csatában előbb a szürakuszaiakat, majd másnap a karthágóiakat is legyőzi. (Elkezdődik a 23 évig tartó első pun háború.)[1]
- M. Fulvius consul megostromolja és elfoglalja az etruszk Volsiniit, majd lerombolja a várost, lakóit pedig áttelepíti. Feltehetően ezzel összefügg, hogy ebben az évben tartanak először Rómában gladiátorviadalt (három pár gladiátor harcol Junius Brutus Pera temetési szertartásán).
- Az Aventinuson megépül Vertumnus temploma

## Fordítás
- Ez a szócikk részben vagy egészben  a(z)   264 BC című angol Wikipédia-szócikk ezen változatának fordításán alapul.  Az eredeti cikk szerkesztőit annak laptörténete sorolja fel. Ez a jelzés csupán a megfogalmazás eredetét és a szerzői jogokat jelzi, nem szolgál a cikkben szereplő információk forrásmegjelöléseként.